# Phan Thanh Gian

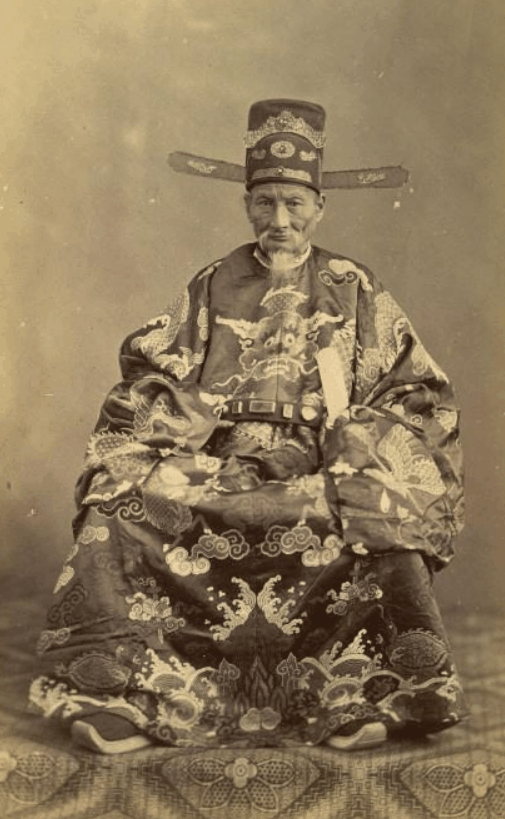
Phan Thanh Gian

Phan Thanh Gian(Hanja:潘淸簡, 11 de novembro de 1796 - 4 de agosto de 1867) foi um historiador, diplomata e filósofo neo-confucionista da dinastia Nguyen, da então Cochinchina, hoje Vietname. Foi nomeado com o cargo equivalente a atual embaixador do Vietnã na França (1862 - 1863), e magistrado (1864 - 1867). Ele era chinês-vietnamita.
Suicidou-se com veneno quando a França invadiu o sul do Vietnam (Cochinchina) em 1867.